# Alberto Andrade
Alberto Andrade Carmona (Lima, 24 dicembre 1943 – Washington, 19 giugno 2009) è stato un politico peruviano.

## Biografia
Nato e cresciuto a Barrios Altos, era il figlio di Alberto Andrade, tenente dell'esercito peruviano, e di sua moglie, Delicia Carmona.
Laureatosi in Giurisprudenza all'Universidad Nacional Mayor de San Marcos, era un avvocato.

## Carriera
Era un membro del Partito popolare cristiano finché ha fondato un suo partito politico, il Partito Democratico Somos Perú.
È stato sindaco di Miraflores dal 1990 al 1995 e sindaco di Lima dal 1997 al 2002.
Nel 2006 è stato eletto in parlamento. Nel 2006, vinse un seggio nel Congresso peruviano, il più votato del suo gruppo. Egli eccelleva come Presidente della Commissione sulla tutela dei consumatori, è stato membro del Comitato della Difesa e partecipante attivo nelle questioni comunali.

## Morte
Nei primi mesi del 2009, a causa di una fibrosi polmonare, ha dovuto fare frequenti viaggi negli Stati Uniti per curarsi. Morì alle 23.40 del 19 giugno, circondato dalla moglie Anita Botteri e dai quattro figli, vittima di una grave malattia polmonare.